# نیکولا کوچولو

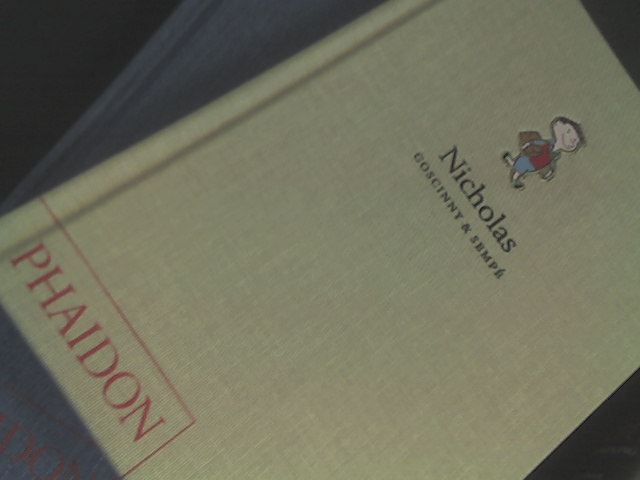
عکسی از کتاب نیکولا کوچولو

نیکولا کوچولو (به فرانسوی: Le Petit Nicolas) نام چندین کتاب کودکانه فرانسوی است. ایده این کتاب‌ها شرح حال یک کودک ایده‌آل در دهه ۵۰ میلادی فرانسه می‌باشد. اولین سری از کتاب‌های نیکولا کوچولو به تاریخ ۲۹ مارس ۱۹۵۹ بازمی‌گردد که توسط آقای رنه گوسینی به رشته تحریر درآمد و تصویرگری آن بر عهده آقای ژان ژاک سامپه که هر دو فرانسوی هستند، بود. همکاری این دو تن باعث شد که آثارشان با نام سامپه گوسینی نیز شناخته شود.
داستان هر کتاب توسط اول شخص و قهرمان داستان، یعنی نیکولا کوچولو نقل می‌شود. اتفاقاتی عجیب و خنده‌دار این کتاب باعث شد تا عنوان کتابی برای کودکان هفت ساله تا پیرمردان هفتاد ساله در پشت جلد آن نقش بندد.

## شخصیت‌ها
برخی از شخصیت‌های اصلی و محوری کتاب:
- نیکلا یا نیکلاس، او بسیار حساس است و به ارزش‌های واقعی مانند دوستی باور دارد، در آن واحد یکی از والدینش را دوست دارد، به دنبال عدالت است، در مدرسه ریاضیش خوب نیست و کوچکترین شاگرد کلاس است.
- کلوتر، شاگرد آخر کلاس.
- آلسست، بهترین دوست نیکلا، او چاق و پرخور بود.
- اود، بسیار قلدر و همواره دوست دارد تا با مشت به بینی دوستانش بکوبد.
- ژوفروا، که پدر او خیلی پولدار است و هر چه او بخواد برایش مهیا می‌کند.
- آنیان، او شاگرد اول کلاس است، عزیز کرده آموزگار کلاس بوده و به همین دلیل منفور است. هرگز نمی‌توانید آن طور که دوست دارید کتکش بزنید، چون عینکی است.
- ژواکیم، او یک برادر کوچکتر از خودش دارد.
- مکسان، او سریع می‌دود، چون پاهای بسیار بلندی دارد. خواهر او عروسی کرده‌است و او برادرزن شده‌است.
- روفوس، پدر او یک افسر پلیس (کلانتر) است، رفوس یک سوت پلیس دارد.
- مری جین، او یک دختر بسیار زیباست.
- لویزا، او دختر یکی از دوستان مادر نیکلا است، نیکلا تصمیم دارد تا در آینده با او ازدواج کند، زیرا لویزا به خوبی فوتبال بازی می‌کند.
- رکس، یک سگ ولگرد که نیکولا او را پیدا کرده‌است، اسم اصلی این سگ کیکی است.

## فیلم
فیلم سینمایی نیکولا کوچولو با عنوان Le Petit Nicolas در سپتامبر ۲۰۰۹ منتشر شد.
Le Petit Nicola

## ترجمه فارسی
جمشید ارجمند با همکاری نشر شینلام، ترجمه این کتاب‌ها را در سال ۱۳۶۳ آغاز کرد. مجموعهٔ شانزده جلدی نیکولا کوچولو با ترجمهٔ ناهید طباطبایی و دینا کاویانی توسط بنگاه ترجمه و نشر کتاب پارسه، مجموعهٔ چهارده جلدی نیکولا کوچولو با ترجمهٔ امیرحسین مهدی‌زاده، فریبا سعادت و ویدا سعادت توسط شرکت نشر کتاب هرمس، مجموعهٔ دوازده جلدی نیکلا کوچولو با ترجمهٔ نیلوفر اکبری توسط نشر ایران بان با همکاری نشر قطره ‌و مجموعهٔ هفت جلدی نیکلا کوچولو با ترجمهٔ آفاق حامدهاشمی توسط نشر سروش به چاپ رسید.